# Phacellaria
- Commons
- Wikispecies

Phacellaria é um género botânico pertencente à família Santalaceae.

## Espécies
- Phacellaria caulescens Collett & Hemsl.
- Phacellaria compressa Benth.
- Phacellaria fargesii Lecomte
- Phacellaria glomerata D.D. Tao
- Phacellaria rigidula Benth.
- Phacellaria tonkinensis Lecomte